# Kazlų Rūda
Kazlų Rūda är en ort i Litauen.   Den ligger i kommunen Kazlų Rūdos savivaldybė och Marijampolė län, i den centrala delen av landet, 110 km väster om huvudstaden Vilnius. Kazlų Rūda ligger 97 meter över havet och antalet invånare är 7 247.

## Sport
- FK Šilas (tidigare fotbollsklubb);
- Kazlų Rūdos miesto stadionas;[2][3]

## Kommunikationer
- Kazlų Rūda flygplats